# Milagro de las gaviotas

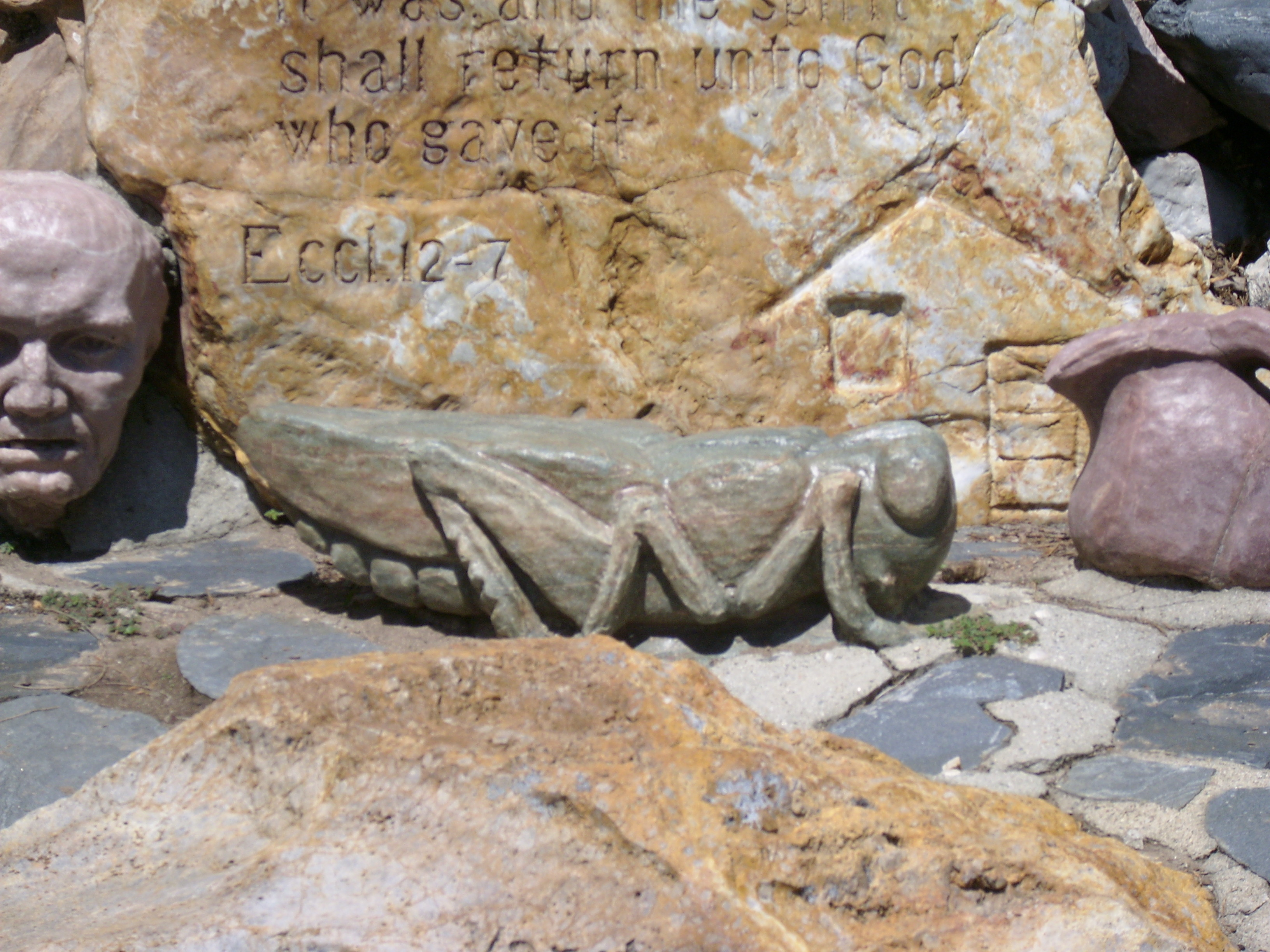
Un saltamontes de piedra conmemorativo, ubicado en Gilgal Sculpture Garden

El Milagro de las gaviotas es un evento de 1848 a menudo acreditado como un milagro por los miembros del Movimiento de los Santos de los Últimos Días, también conocido como mormonismo, el cual habría salvado la segunda cosecha de los pioneros mormones en el valle de Salt Lake City, Utah. Aunque esta historia está ausente en las crónicas de la época, relatos posteriores afirmaron que las gaviotas salvaron milagrosamente los cultivos de 1848 al comer miles de grillos mormones (Anabrus simplex) que estaban devorando sus campos. La primera cosecha se plantó en 1847, solo unos días después de que ingresaron al valle, que fue muy tarde en la temporada de siembra y produjo una cosecha escasa pero utilizable. La primavera siguiente, usando semillas de la primera cosecha, plantaron su segunda cosecha, solo para observar como la devoraban los insectos. Menos de dos años antes, en octubre de 1846, muchos de ellos fueron salvados por las codornices que volaron a su campamento, en su viaje a Salt Lake City, las que fueron usadas como alimento.

## Historia tradicional

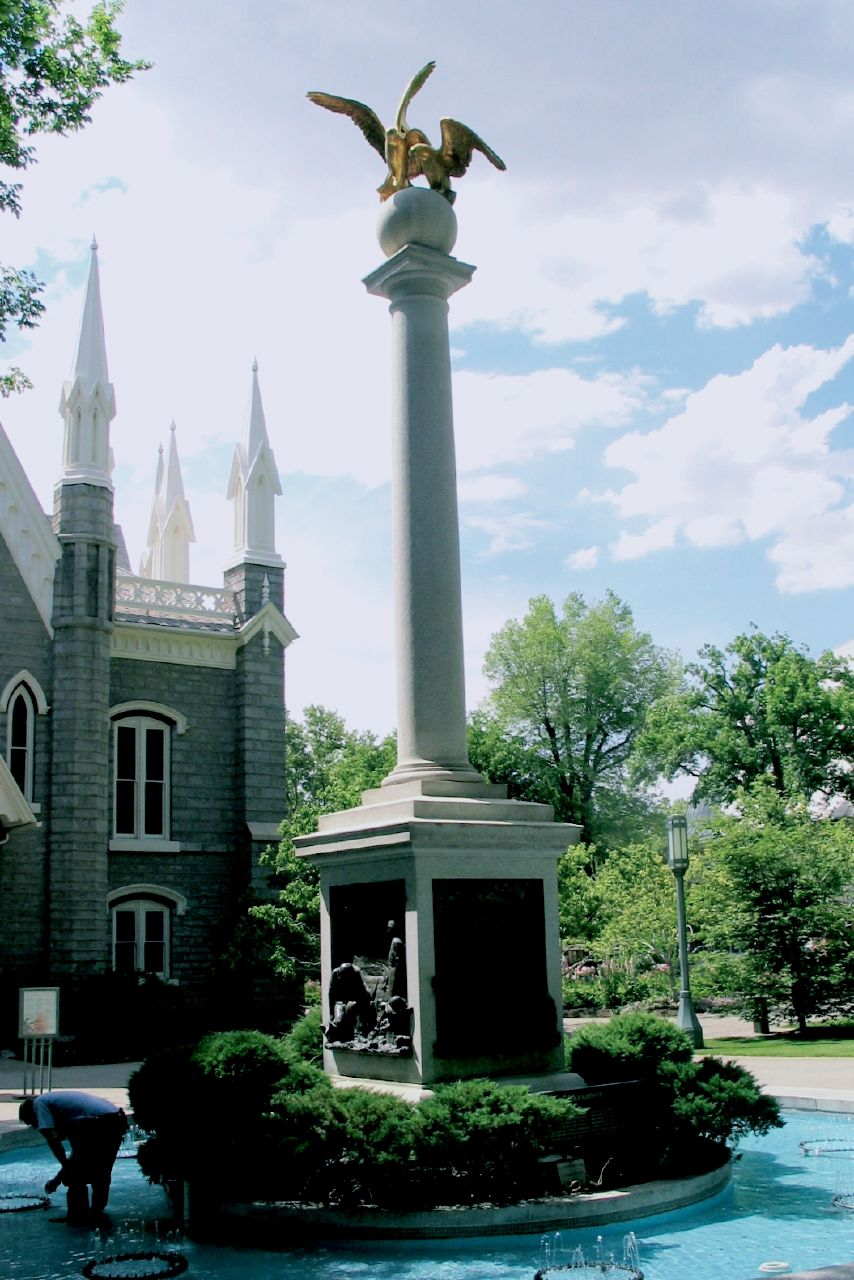
TEl Monumento a la Gaviota localizado en el frente del Salón de Asambleas de Salt Lake City en Temple Square

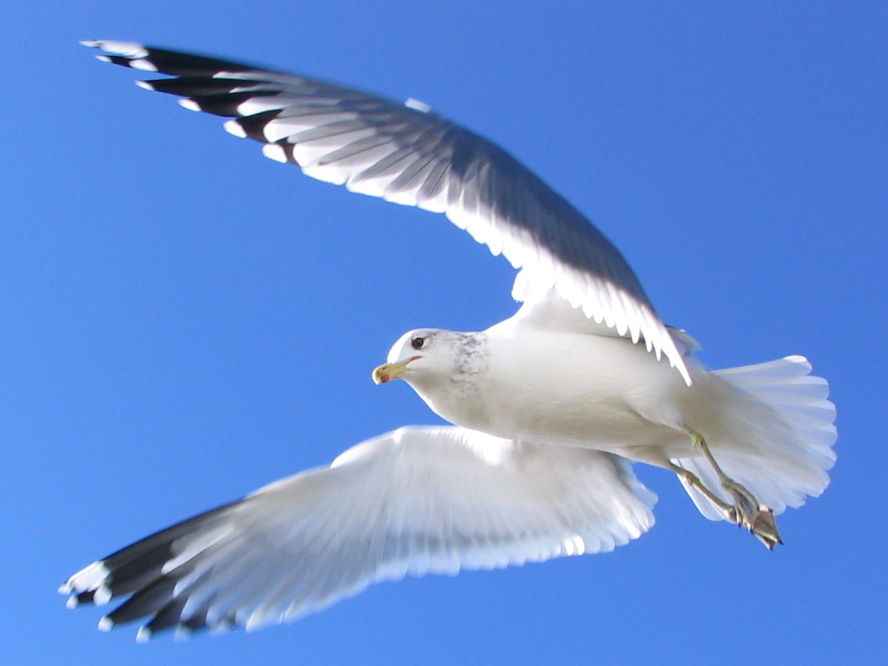
Gaviota de California - Larus californicus

Después de que Brigham Young dirigió la primera caravana del Movimiento de los Santos de los Últimos Días en lo que hoy es Salt Lake City, Utah, los pioneros tuvieron la suerte de un invierno relativamente templado. Aunque las heladas tardías en abril y mayo destruyeron algunos de los cultivos, los pioneros parecían estar en camino a la autosuficiencia. Desafortunadamente, enjambres de insectos aparecieron a fines de mayo.
Estos insectos, actualmente llamados grillos mormones debido a este incidente, no son verdaderos grillos, sino que pertenecen a la familia de los saltamontes longicornios. Estos insectos carecen de alas funcionales por lo que no pueden volar, sin embargo pueden viajar muchos kilómetros en enormes enjambres. Los grillos mormones comen todo el material vegetal a su paso, así como cualquier insecto que se cruce en el camino, incluidos los individuos de su propia especie. Se sabe que pululan cíclicamente en algunas áreas de Mountain West, especialmente en Utah y Nevada. Estos insectos amenazaron el sustento de los pioneros mormones; pisotear las plagas no los disuadió de ingresar a las granjas, ya que otros avanzarían. Esta es una estrategia reproductiva similar a la reproducción del mástil en robles, depredadores abrumadores con números absolutos que permiten que un porcentaje de la población sobreviva para reproducirse. Los mormones a menudo equiparan este desastre en términos bíblicos con la octava plaga de las langostas.
Según los relatos tradicionales, legiones de gaviotas aparecieron antes del 9 de junio de 1848 tras las fervientes oraciones de los granjeros pioneros. Se dice que estas aves, nativas de Salt Lake City, comieron grandes cantidades de grillos mormones, bebieron un poco de agua, regurgitaron y continuaron comiendo más grillos durante un período de dos semanas. Los pioneros vieron la llegada de las gaviotas como un milagro, y la historia fue contada desde el púlpito por líderes de la iglesia como Orson Pratt y George A. Smith (Pratt, 1880, p. 275;Smith, 1869, p. 83). La historia tradicional es que las gaviotas aniquilaron a los insectos, asegurando la supervivencia de unos cuatro mil pioneros mormones que habían viajado a Utah. Por esta razón, se erigió el Monumento a la Gaviota y la gaviota de California es el ave estatal de Utah.

## Correcciones históricas
Las gaviotas vinieron y se comieron muchos de los grillos mormones en 1848. Sin embargo, deben tenerse en cuenta varias cosas con respecto al evento, específicamente con respecto a qué tan común fue el evento y cómo las personas lo percibieron en ese momento.
- Los registros anteriores a la llegada de los pioneros mormones muestran que varios tipos de gaviotas, incluida la gaviota de California (Larus californicus), habitaban el área del Gran Lago Salado. Estas gaviotas se alimentan de varios insectos, incluidos los grillos mormones.
- Las gaviotas regurgitan las partes no digeribles de los insectos, de forma similar a como un búho regurgita los gránulos. Si bien este comportamiento parecía extraño para los pioneros, es normal para las gaviotas.
- Los grillos mormones causaron daños importantes a los cultivos antes de la llegada de las gaviotas. Posteriormente, tanto al momento de la llegada de las gaviotas como hasta varias semanas después de ocurrido el evento, los grillos seguían siendo un problema enorme.
- El daño a los cultivos en 1848 se debió a las heladas, los grillos mormones y la sequía, y las gaviotas tuvieron un impacto solo menor en uno de esos factores.
- Nadie consideró la acción de las gaviotas como «milagrosa» en ese momento. La Primera Presidencia de la iglesia, al mencionar el daño a las cosechas, las heladas y los grillos mormones, no mencionó las gaviotas en su resumen oficial de los primeros años de los mormones que vivían en el valle de Salt Lake City.
- Las gaviotas volvieron regularmente a darse un festín con los grillos mormones durante años después (y presumiblemente durante años antes), haciendo que el evento de 1848 no fuera notable.